# Fructuoso Rivera
José Fructuoso Rivera y Toscana (Virreinato del Río de la Plata, 27 de octubre de 1789 - Melo, Estado Oriental del Uruguay, 13 de enero de 1854) fue un estanciero, militar y político criollo rioplatense, que participó de manera activa y destacada en los procesos independentistas y en las del Río de la Plata.
Durante la Revolución Oriental de José Gervasio Artigas, Rivera participaría y se destacaría en numerosas acciones militares contra los españoles, las fuerzas porteñas de Buenos Aires y las tropas portuguesas de Reino Unido de Portugal, Brasil y Algarbes. 
Tras la derrota y exilio de Artigas al Paraguay, Rivera se rindió y pasó a formar parte de una facción selecta de grandes estancieros y comerciantes colaboracionistas del Barón de la Laguna, gobernador de la  nueva Provincia Cisplatina, y se convirtió en la principal figura dirigente de la campaña de la Banda Oriental. Después de iniciada la Cruzada Libertadora de los Treinta y Tres Orientales, se unió a las fuerzas de Juan Antonio Lavalleja y obtuvo la victoria en la Batalla del Rincón. Más tarde abandonó la Provincia Oriental y logró una efímera reconquista de las Misiones Orientales.
Con la independencia del Estado Oriental del Uruguay, se convirtió en jefe de una facción que posteriormente se convertiría en el Partido Colorado; fue presidente del Uruguay entre 1830 y 1834 y, tras dirigir una revolución, de nuevo entre 1839 y 1843. Aunque obtuvo algunas victorias, particularmente en la batalla de Cagancha en 1839, su derrota en la batalla de Arroyo Grande (1842) determinó el inicio del sitio de Montevideo (1843-1851) y la pérdida de su influencia política y militar tras la derrota en India Muerta (1845).

## Origen familiar y primeros años
El lugar de su nacimiento no ha sido establecido con precisión, aunque probablemente se halle entre los departamentos de Durazno y Florida. Se han postulado, entre otras, los pueblos de Arroyo de la Virgen, Chamizo (Florida), Durazno, Paysandú, El Pintado (Florida), en las afueras de Montevideo, en el Miguelete, en la ciudad de Montevideo y hasta Buenos Aires.
Era hijo de Andrea Toscano y Pablo Hilarión Perafán de la Rivera Bravo, un poderoso terrateniente de la zona de San José de Mayo dueño de un saladero. Su familia pertenecía al grupo de los estancieros, opuestos al monopolio de los comerciantes peninsulares.

## Época artiguista
Se unió a la Revolución Oriental en el interior de la Banda Oriental, en la zona de Minas, y se destacó como caudillo en el centro de la provincia. Se incorporó a las fuerzas de José Artigas, y a sus órdenes participó en la batalla de Las Piedras el 18 de mayo de 1811. Cuando Artigas y la división enviada en su ayuda desde Buenos Aires inició el primer sitio de Montevideo, Rivera fue destinado a intentar detener la invasión portuguesa. Cuando ésta se hizo incontenible y el gobierno porteño pactó con el virrey Elío, se unió al Éxodo Oriental, siguiendo a Artigas.
Participó en una expedición a las Misiones Orientales a órdenes de Eusebio Valdenegro y Fernando Otorgués, y luego se incorporó al segundo sitio de Montevideo, a órdenes del coronel Manuel Vicente Pagola, pero se retiró con Artigas cuando éste enfrentó al general José Rondeau, que seguía la política del Directorio de someter a las provincias a un gobierno nombrado y dirigido desde Buenos Aires. Nacía en este momento el federalismo en el Río de la Plata.

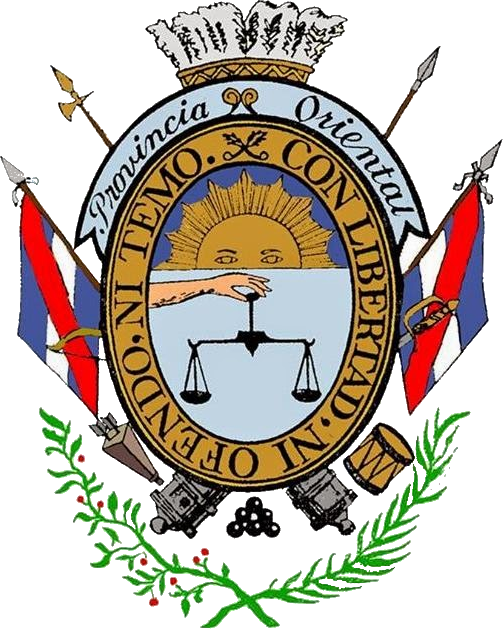
Escudo de la Provincia oriental (1815).

Después de la toma de Montevideo por Carlos María de Alvear, Rivera fue el jefe de las tropas orientales en la Batalla de Guayabos, en la que derrotó a las tropas de Manuel Dorrego, el 10 de enero de 1815. Poco después, Alvear ofreció a Artigas la independencia de la Provincia Oriental, que el jefe federal rechazó indignado. En sus filas figuraban grupos de indígenas tapes guaraníes. Las tropas de Dorrego huyeron en desbandada. Poco después el director Alvear entregaría el control de la Banda Oriental a Artigas y sus partidarios, no sin antes robar el tesoro, destruir la imprenta y volar el polvorín de la ciudad, lo que causó la muerte de más de cien civiles. Mientras las fuerzas de Otorgués provocaban desmanes contra los ciudadanos de la capital, Rivera comenzó a ser visto con buenos ojos por la gran mayoría de los criollos y de los caudillos rurales, por el grupo de comerciantes y "doctores", así como también por los aliados de los portugueses, que antes lo habían sido de los realistas como la garantía de orden.

## Invasión portuguesa
Cuando se produjo la Invasión Luso-Brasileña, a partir de 1816, Rivera secundó a Artigas, destacándose como uno de los jefes que lograron algunas victorias. No obstante, fue derrotado en la Batalla de India Muerta, en noviembre de ese año, lo que permitió a los portugueses ocupar Montevideo.
Últimamente su actuación pública ha sido fruto de polémica. Nuevos investigadores como Eduardo Picerno señalan que 

ya desde el año 1816, cuando comienza la Invasión Luso-Brasileña, Rivera empieza a desobedecer órdenes de Artigas y a manifestar su adhesión a la causa portuguesa de un modo muy distinto a como lo hacía el general Manuel Belgrano, que proponía a la Reina Carlota de Portugal como Reina de las Provincias Unidas del Sudamérica el 9 de julio del año 1816.

En efecto, mientras que Belgrano buscaba legitimar ante las potencias de ese momento la total independencia rioplatense ante la Santa Alianza, con lo que tal alianza exigía, gobiernos monárquicos (era el único modo que parecía viable en el año 1816 a pocos meses de establecida la "Santa Alianza" y el restauracionismo monárquico absolutista entre las potencias del mundo, Belgrano buscaba como solución de compromiso un país rioplatense totalmente independiente y tras su viaje a Europa notó que las potencias sólo aceptaban países gobernados monárquicamente. La solución inicial belgraniana fue que la regenta Carlota asumiera como reina de las Provincias Unidas del Río de la Plata siendo tales provincias totalmente independientes de todo poder extranjero y teniendo una monarquía constitucional. Luego Belgrano se dio cuenta de lo infundado de su optimismo en cuanto a una regenta que también ostentaba el gobierno brasileño y optó por una solución más audaz: que un inca –un descendiente de Tupac Amaru II, probablemente Juan Bautista Túpac Amaru, último descendiente reconocido de Túpac Amaru II– fuera el "rey" nominal limitado por una Constitución democrática del nuevo extensísimo país constituido por los estados rioplatenses); absolutamente por el contrario, Rivera directamente se sometió a Portugal y luego al Imperio del Brasil, convirtiéndose en uno de los oficiales de Portugal y de Brasil en el territorio de la Provincia Oriental.
A principios de 1817, varios jefes artiguistas comenzaron a cuestionar la estrategia defensiva de su jefe; el único oficial notable que no se pronunció en contra del caudillo fue Rivera, por lo que Artigas le entregó el mando de las divisiones más poderosas. Esto causó la defección de muchos de sus subordinados, entre ellos Rufino Bauzá y Manuel Oribe, que pasaron a Buenos Aires. Por su parte, el director Supremo Pueyrredón le ofreció el mando de las tropas orientales, desplazando a Artigas, pero Rivera no aceptó.
No obstante, Rivera obtuvo algunas victorias en los combates de Chapicuy y Queguay Chico, pero fue finalmente derrotado en la Batalla de Arroyo Grande.
Cuando la derrota de las tropas orientales en la Batalla de Tacuarembó el 22 de enero de 1820, Rivera se encontraba acampando en el paraje Tres Árboles, en el Partido de Vera de la Provincia Oriental (actualmente, estancia Buen Retiro, Departamento de Paysandú), sobre la costa del río Queguay. Al enterarse de la derrota y casi desaparición del ejército oriental, licenció a parte de su tropa. Desde Mataojo –actual departamento de Salto– Artigas le ordenó que se incorporara a su ejército, pero Rivera, rodeado por el enemigo, celebró un armisticio con el jefe portugués Bento Manuel Ribeiro, que se conoce como el Acuerdo de Tres Árboles (22 de febrero de 1820), pacificando la provincia, al acordar que a los criollos no se les quitara la tierra, protegiendo así a los donatarios artiguistas, y que a él se lo reconociera como comandante de la campaña. Ese sitio es conocido por los lugareños como el “Valle de la Libertad” y árboles plantados a cien años de esa acción simbolizan ese encuentro, donde los caudillos, un oriental y otro riograndense, sellaron el fin de una conflagración que había devastado la campaña y empobrecido a la población oriental en un conflicto de tantos años, donde perdieron la vida el 6% de los habitantes de la provincia. Allí se acordó, además, que las tropas orientales formaran regimientos propios sin incorporarse a los portugueses. Medidas que demuestran la fina visión estratégica de Rivera.
En una carta fechada el 13 de junio de 1820 al gobernador Francisco Ramírez, cuyo descubrimiento se atribuyó Picerno, Rivera, como forma de convencer al ejército invasor de su supuesta lealtad, se habría ofrecido a "ultimar" a Artigas, a quien consideraba un "monstruo, déspota, anarquista y tirano".
Hay quienes aclaran, como Manuel Flores Silva, que esta carta, publicada originalmente por Hernán F. Gómez en su clásico "Corrientes y la República Entrerriana" (1929, Corrientes), se "justifica" en función del contexto y las dotes de Rivera como "hombre político", que permanentemente se adaptaba a las circunstancias.[cita requerida]
Tras la Batalla de Tacuarembó, Artigas se encontraba derrotado y sin apoyo de Ramírez. A su vez, Ramírez había creado la República de Entre Ríos, que incluía a Corrientes y Misiones, y tenía relaciones con Buenos Aires.
Cabe agregar que se trata de una serie de cartas en las que se constata el devenir de los acontecimientos y la habilidad de Rivera para enfrentarlas.
Ya con el ejército de ocupación luso-brasileño, con dominio sobre toda la Provincia Oriental, el año 1820, marca el fin de la Revolución Oriental, después del desastre de la batalla de Tacuarembó, el "Acuerdo de Tres Árboles" y José Gervasio Artigas exiliado en Paraguay.

## La dominación Lusitana

Bandera de la Provincia Cisplatina 1817-1828

### La dominación portuguesa y la Provincia Cisplatina
Entre el 15 de julio y el 8 de agosto de 1821 Rivera formó parte de un Congreso organizado por Lecor, compuesto por 18 miembros elegidos por el Cabildo, alienado con los nuevos conquistadores, donde se resolvió incorporar la Provincia Oriental al Reino Unido de Portugal, Brasil y Algarve con el nombre de Provincia Cisplatina.
Además de Rivera, entre los integrantes de este congreso podemos encontrar el sacerdote Dámaso Antonio Larrañaga, Don Tomas García de Zúñiga, Gerónimo Pío Bianqui, Loreto Gomensoro, José V. Gallegos, Manuel Lagi, Alejandro Chucarro, Romualdo Ximeno, Mateo Visillac, José de Alagón, Luis Pérez, Manuel A. Silva, Salvador García y Francisco Llambí
Durante el periodo de la Provincia Cisplatina, este grupo confirmado por caudillos y grandes estancieros, encabezados por Rivera, se encargaron, tanto de respaldar la política proteccionista que defendió los intereses de los grandes hacendados, como sus propios intereses tejiendo alianzas y vínculos personales que les permitieron ocupar los cargos más importantes, reservados para aquellos que conformaban el círculo interno del Barón de la Laguna. Este pequeño y selecto grupo de criollos orientales fueron conocidos como el Club del Barón.

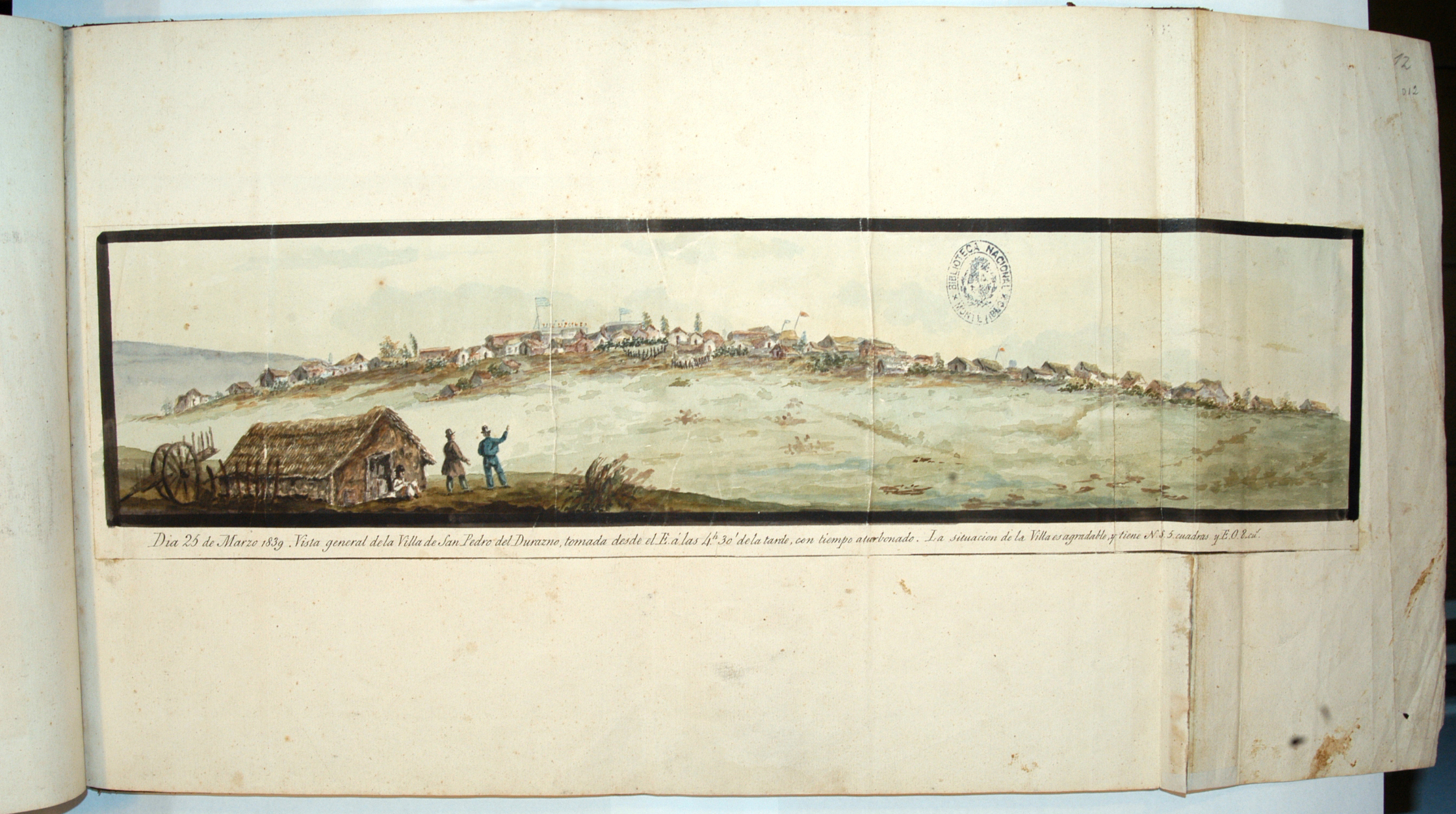
Acuarela "Vista general de la Villa de San Pedro del Durazno", de Besnes e Irigoyen, Juan Manuel, 1788-1865. Publicado en marzo de 1839. Aparece en las colecciones: Besnes e Irigoyen - Viaje a la Villa de Durazno (1839). Biblioteca Nacional del Uruguay

A finales de 1821, Rivera dispone de la fundación de la Villa de San Pedro del Durazno, actual ciudad de Durazno, y capital del departamento homónimo, que fue fundada el 12 de octubre de ese mismo año. Rivera, en la práctica, se enseñorea de la campaña, y de sus gentes, a través de su persona. Promueve el asentamiento de la nueva villa, con el fin de formar una barrera contra los indios y cuartel para la policía rural, sus soldados y sus familias. Establece redes de patronazgo obteniendo influencia entre la población rural a su vez que se mantiene una situación de dependencia, basado en una relación de grupo humano.  Los contactos se crean por acción personal, familiar, del caudillo que tiene sus mismas costumbres e igual lenguaje. Expresiones como “compadre” o “amigo”, es donde se manifiesta las relaciones de patronazgo.
La presencia de Rivera, junto con la de antiguos jefes y oficiales artiguistas, fue clave para mantener la paz dentro de la Provincia Cisplatina al poner al servicio de los nuevos conquistadores su influencia y sus redes personales. Es precisamente su influencia dentro de los estancieros que se consigue la pacificación de la campaña gracias al aprovechamiento de los lazos personales y las redes clientelares existentes entre la población rural y estos caudillos
Tras las capitulaciones, Lecor, por sugerencia de Rivera, acepta la incorporación de la antigua oficialidad artiguista dentro de las fuerzas portuguesas, con los rangos otorgados por Artigas. Así el 1 de octubre de 1821 pasa a comandar el Regimiento de Dragones de la Unión y se instala con sus soldados en Canelones.

### La dominación brasileña

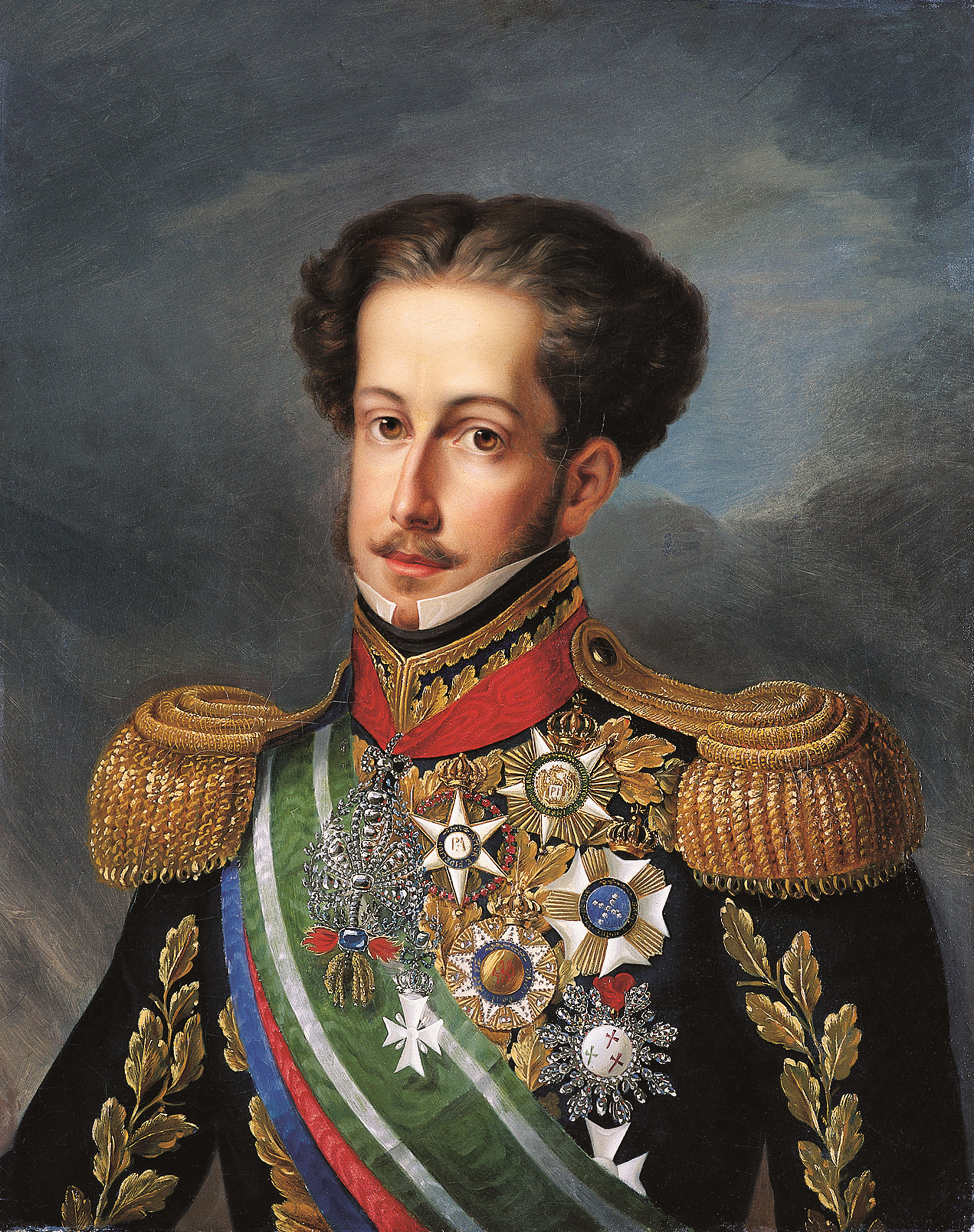
Retrato de Don Pedro I de Brasil y IV de Portugal, 1830, por Simplicio Rodríguez Sá

Cuando el Imperio del Brasil anunció su independencia de Portugal en 1822, Rivera secundó a Lecor, quien se declaró a favor del nuevo emperador Pedro I, formando parte de los "abrasilerados" (leales al nuevo emperador), que se vieron enfrentados a los "talaveras" (leales a la corte de Lisboa y al rey Juan VI). En octubre de 1823, Rivera acompañado de Juan Antonio Lavalleja como 2° jefe, junto con el resto de los cuerpos de orientales de la campaña juran lealtad al recién coronado emperador del Brasil en el arroyo de la Virgen. Con la ruptura de la unidad entre portugueses y brasileros estallan enfrentamientos entre ambos bandos. Rivera al haberse declarado a favor de la Independencia del Brasil termina enfrentándose con Manuel Oribe, siendo derrotado en el combate de Casavalle en marzo de 1823.
Ese mismo año Rivera vuelve a integrar como diputado un nuevo Congreso Cisplatino, organizado por Lecor para legitimar su adhesión al nuevo imperio y continuar con el coloniaje. Además de Rivera, el congreso estuvo integrado nuevamente por los partidarios del Club del Barón (Dámaso Antonio Larrañaga, Don Tomas García de Zúñiga, Gerónimo Pío Bianqui, Loreto Gomensoro, José V. Gallegos, Manuel Lago, Alejandro Chucarro, Romualdo Ximeno, Mateo Villalba, Manuel A. Silva, José de Alagón, Luis Pérez, Salvador García y Francisco Llambí).

En enero de 1823 Rivera es ordenado con el hábito de Caballero de la Orden del Cruzeiro. Esta orden fue instaurada por Decreto del 1 de diciembre de 1822 por el Emperador del Brasil Pedro I, para conmemorar su coronación, haciendo referencia a la posición geográfica del Brasil, bajo la Constelación de la Cruz del Sur y también en honor al nombre dado al territorio cuando fue descubierto, “Tierra de Santa Cruz".

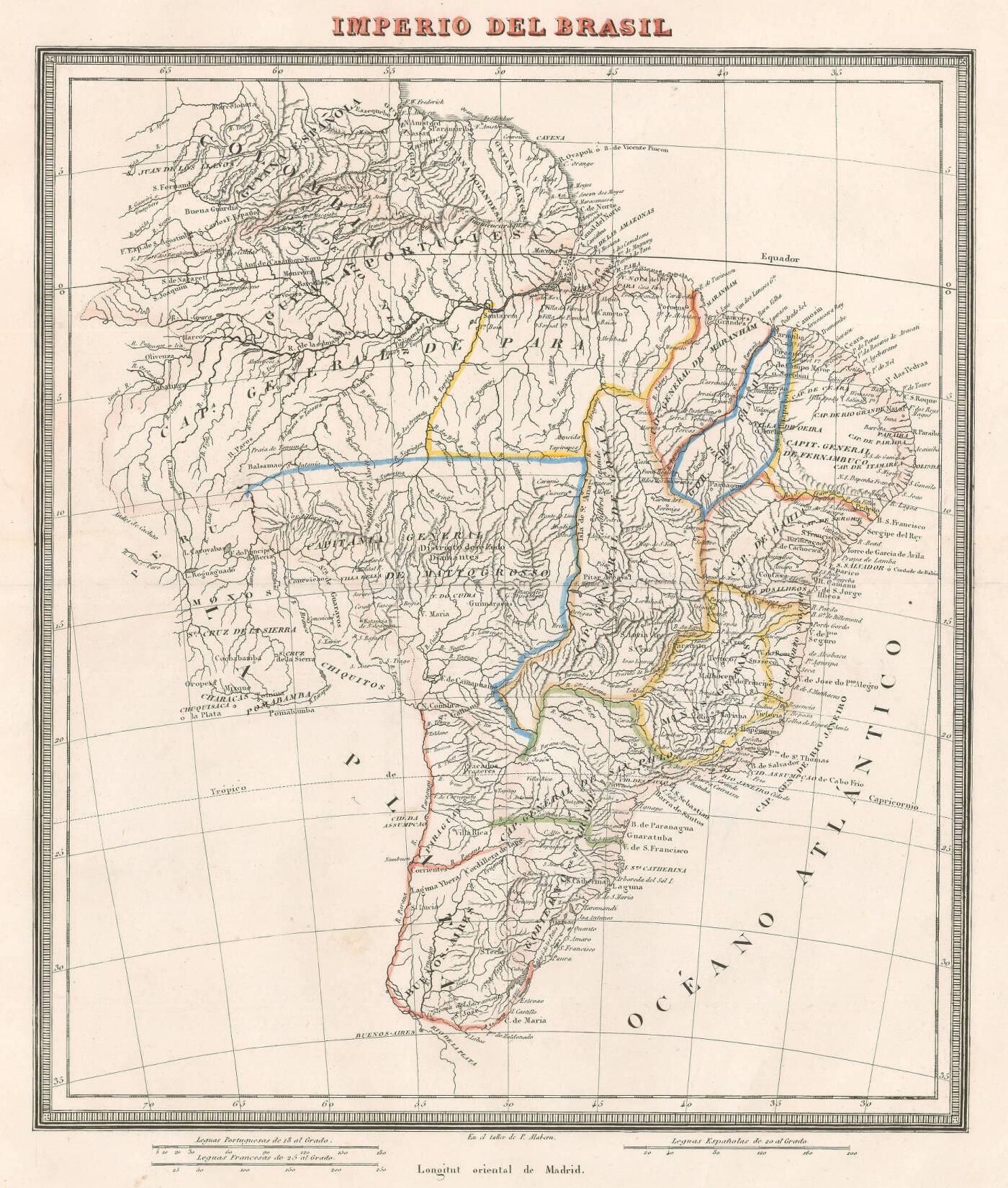
Mapa del antiguo Imperio del Brasil grabado por P. Alabern, hace parte de una hoja suelta de la obra “Colección de mapas geográficos antiguos y modernos del acreditado Tardieu y otros autores clásicos” publicada en Barcelona por José Torner durante 1835.

Por su aclamación al nuevo emperador del Brasil, el 23 de mayo de 1823, Rivera es ascendido al rango de Brigadier General del Imperio y se le concede el título de Barón de Tacuarembó, esto último no lo aceptó.  Ese mismo año Rivera había destapado una conspiración orquestada por el gobierno de las Provincias Unidas de Bernardino Rivadavia y el Cabildo de Montevideo, con el apoyo de Juan Antonio Lavalleja. Una parte de la clase dirigente de Montevideo se había propuesto colocar a la Provincia bajo el gobierno de las Provincias Unidas, denunciado el nepotismo en el reparto de los cargos. Observaron que las fuerzas lecoristas eran débiles, y para conseguir un levantamiento exitoso ara necesario conseguir tanto el respaldo militar de Buenos Aires como el apoyo de los antiguos líderes artiguistas.
Por su parte, Lavalleja y otros oficiales habían partido hacia Buenos Aires. Desde allí lo invitaron a unirse a quienes buscaban la independencia de la Banda Oriental del imperio, pero Rivera entregó esas cartas a Lecor.
Durante la invasión luso-brasileña y en los años que le siguieron, las fuerzas invasoras destruyeron propiedades inmuebles y, sobre todo, las que pudieran servir de defensa de los criollos, saquearon el ganado oriental e instalaron saladeros con mano de obra esclava; la población pecuaria, principal riqueza de la región, se redujo drásticamente.

## Los Treinta y Tres Orientales
En 1825 se produjo la gesta de los Treinta y Tres Orientales bajo el mando de Juan Antonio Lavalleja, quienes, en lo que se conoce como la Cruzada Libertadora, desembarcaron en la playa de la Agraciada el 19 de abril de ese año. El 29 de abril Lavalleja y Rivera se reunieron en un rancho en las cercanías del arroyo Monzón, ubicado en el actual departamento de Soriano. Allí se produjo un abrazo entre ambos caudillos para sellar su unión en la lucha independentista contra las fuerzas brasileñas.
Existe controversia sobre la veracidad del abrazo entre Lavalleja y Rivera. Rivera, al servicio de Brasil y al mando de setenta hombres, habría ido a enfrentar a Lavalleja en las inmediaciones del arroyo Monzón, pero éste habría sido capturado por los patriotas al mando de Lavalleja, quien le habría ofrecido sumarse a los revolucionarios bajo amenaza de ser fusilado.
El general José Brito del Pino, en su "Diario de la Guerra del Brasil", escrito durante esa campaña, expresó: "Se pudo ir (Rivera) al galope y cuando llegó, recién se apercibió de su engaño y de que se hallaba prisionero de los mismos que iba a combatir. Como al verlo todos desnudaron sus espadas, creyó que iba a ser muerto y lleno de terror le dijo a Lavalleja: "Compadre, no me deje Ud. asesinar". Sin embargo, otras versiones anotan que Rivera se unió voluntariamente y desmienten la versión anterior, ya que sería inverosímil que Rivera se dejara atrapar tan fácilmente y con el apoyo que le dio a ese movimiento.
Fue entonces cuando las fuerzas acaudilladas por Rivera se incorporaron a las fuerzas patriotas comandadas por Lavalleja y por el después general Julián Laguna.
La incorporación de Rivera constituyó un hecho fundamental para el éxito de la campaña, debido a su enorme prestigio, lo que determinó que el alzamiento contra la dominación imperial se generalizara en todo el territorio de la Banda Oriental. En pocos días, la expedición ya contaba con varios miles de partidarios. El Congreso de La Florida declaró el día 25 de agosto la independencia de la Provincia Oriental y su unión 

"...con las demás Provincias Argentinas a las que siempre perteneció."

El 4 de septiembre, Rivera fue derrotado por Bento Manuel Ribeiro, el jefe de la caballería "gaúcha" de Río Grande del Sur, futuro jefe de la revolución antiimperial de los farrapos, pero el 24 de septiembre logró el desquite en la Batalla del Rincón, en que derrotó al coronel José Luis Mena Barreto (padre), que resultó muerto. El 12 de octubre, unidas las fuerzas de Rivera y Lavalleja, lograron la decisiva victoria en la Batalla de Sarandí sobre el coronel Ribeiro. De este modo se cerró el sitio sobre Montevideo.
Las victorias de Rivera y Lavalleja entusiasmaron a la opinión pública de Buenos Aires y del interior, de modo que en diciembre, el Congreso de las Provincias Unidas proclamó la reincorporación de la Provincia Oriental. Esto causó la declaración de guerra de parte del emperador, dándose comienzo a la Guerra del Brasil. El Congreso respondió con otra declaración de guerra y reunificó al país, eligiendo como primer presidente a Bernardino Rivadavia, quien se dedicó a organizar un ejército capaz de enfrentar al ejército de ocupación.
A principios de 1826, por orden del comandante militar nombrado por Rivadavia –el general Martín Rodríguez– Rivera atacó por segunda vez a Ribeiro, pero esta vez se negó a capturar a los fugitivos, y cuando Rodríguez le ordenó perseguirlo hasta el río Cuareim, tampoco obedeció la orden, e incluso dio aviso al jefe enemigo. De tantas batallas como contrarios y de trabajar juntos después, habían construido una amistad, que a Rivera lo hizo mirar al caudillo riograndense como su aliado, pensando en una futura República conformada entre orientales y riograndenses. El 17 de junio, por exigencia de Lavalleja, Rodríguez arrestó a Rivera y lo envió a Buenos Aires, informando de lo sucedido. El presidente ordenó arrestar a Rivera, pero en el mes de septiembre éste escapó hacia Santa Fe, donde se puso bajo la protección del gobernador Estanislao López.

## La campaña a las Misiones Orientales
Durante el período más álgido de la Guerra del Brasil, Rivera permaneció inactivo en Santa Fe. Mientras la guerra terrestre era ampliamente favorable a las Provincias Unidas – que sancionaron una Constitución que cambiaba su nombre oficial por el de República Argentina – la guerra naval, pese a las victorias del comandante argentino Guillermo Brown, causaba graves daños a la economía de Buenos Aires por el estricto bloqueo naval a que era sometido el Río de la Plata.
De modo que el presidente Rivadavia decidió ceder a las presiones de Gran Bretaña para que declarara la independencia del territorio en disputa, vieja aspiración británica, que de acuerdo con el Derecho Internacional de la época establecía que si dos países compartían un río, en este caso el río Uruguay, su navegabilidad era libre, de lo contrario, sería controlada por el país. Entre su doctrina, Gran Bretaña siempre presionó para la libre navegación de los grandes ríos, para favorecer el comercio entre las naciones. Para ello, el presidente Rivadavia envió a Manuel José García a Río de Janeiro, donde éste excedió sus instrucciones y firmó una Convención Preliminar de Paz, por la que Argentina renunciaba a la soberanía sobre la Provincia Oriental. El tratado, aunque fue rechazado, causó la caída de Rivadavia. En su lugar, el nuevo gobernador de Buenos Aires, Manuel Dorrego, asumió únicamente este título, al que adosó el de Encargado de las Relaciones Exteriores de la República Argentina. En tal carácter, decidió continuar la guerra.
Sin embargo, la situación económica de la provincia de Buenos Aires era crítica, y las demás provincias estaban muy resentidas con los sucesivos gobiernos porteños, por lo que no prestaron ayuda alguna, por lo que Dorrego buscó alguna medida extraordinaria que le permitiera volver a tomar la iniciativa.
Un tratado firmado entre Dorrego y Estanislao López anunciaba un acuerdo para llevar adelante un plan ideado al parecer por López, que Rivera había hecho suyo e informado del mismo al gobernador porteño:

"...levantar una fuerza militar que ocupe los pueblos de las Misiones Orientales, que existen en poder del tirano del Brasil."

El general Lavalleja, jefe del ejército republicano, rechazó por completo estos planes, especialmente por la participación de Rivera en los mismos.
Rivera fue enviado como avanzada a la provincia de Entre Ríos, pero fracasó en reunir voluntarios en ese territorio, por lo que en febrero de 1828 se trasladó a la Provincia Oriental. Lavalleja ordenó a su segundo – el general Manuel Oribe – perseguir a Rivera, pero éste tuvo tiempo de reunir unos 400 hombres, con los cuales marchó rápidamente hacia el norte. El 20 de abril, esquivando a Oribe, Rivera cruzó el río Ibicuí y comenzó la invasión de las Misiones Orientales.
Tras una serie de combates, Rivera logró conquistar dicho territorio; Estanislao López quiso ponerse al mando de la campaña, pero, rechazado por Rivera, terminó por regresar a Santa Fe. Dejó a órdenes de Rivera las tropas correntinas del comandante López Chico, con lo que el jefe oriental logró reunir alrededor de 1000 hombres. A fines de mayo ocupaba todo el antiguo territorio de las Misiones Orientales.
Rivera asumió el mando político, pero apenas pudo hacer algo más que proclamar la autonomía de su provincia. Los brasileños, temiendo un ataque a Porto Alegre, se mantuvieron a la defensiva.
Mientras tanto, presionado por el bloqueo y su propia precaria situación económica, Dorrego accedió finalmente a firmar la paz con Brasil, con la condición de que la Provincia Oriental fuera un estado independiente. El Emperador terminó por acceder a las mismas condiciones para la paz, pero exigió a cambio la retirada de Rivera y el reconocimiento de su soberanía sobre las Misiones Orientales. El asunto de las Misiones fue determinante en la firma de la Convención Preliminar de Paz firmada el 27 de agosto. Por aquella época, Gran Bretaña, la gran potencia del siglo XIX, propiciaba la creación de los "estados tapón" entre dos países de grandes dimensiones.
Así, Rivera inició la marcha hacia el sur en el mes de noviembre. Arreando todo el ganado disponible, llevando consigo a toda la población indígena y todos los bienes que pudieron transportar, llevó la población de las Misiones hasta la margen sur del río Cuareim. Por un acuerdo con el mariscal Barreto, encargado de custodiar su retirada, Rivera logró ser autorizado a establecerse sobre ese río, en lo que resultó el antecedente para la futura fijación en el mismo del límite norte de la República Oriental del Uruguay.
Rivera estableció a los exiliados en una villa que llamó Santa Rosa del Cuareim, pero que desde entonces fue conocida como Bella Unión. El territorio al norte del Cuareim fue incorporado a la Provincia de Río Grande de Sao Pedro.

## Primer presidente constitucional de Uruguay
Tras su regreso a la Banda Oriental, Rivera fue nombrado Comandante de Campaña. Contaba a su favor con el prestigio ganado en la breve campaña, mientras Lavalleja cargaba con el desgaste de su larga gobernación y su comandancia del ejército, además del desprestigio causado por el golpe de Estado de fines de 1827, por el que había eliminado la influencia del partido del caído presidente Rivadavia. Se aseguró la lealtad de los jefes de departamento del interior y la alianza de los dirigentes de Montevideo que habían sido partidarios de Lecor. En las elecciones de agosto de 1830 logró una cantidad de representantes en ambas cámaras legislativas de Uruguay más que suficiente para que lo proclamaran, en octubre, como Presidente, triunfando por amplia mayoría sobre la candidatura de Lavalleja. Asumió dicho cargo el 6 de noviembre de ese año.
Durante este primer período de gobierno enfrentó los graves problemas de un Estado naciente con instrumentos adecuados para resolverlos. El primer problema al que debió enfrentarse era que la carencia de eficacia del Estado a nivel de la Administración Pública; había organismos por crear, funciones por atribuir, responsabilidades por delegar, sumado a la falta de personas capacitadas para gestionar tareas de gobierno. En segundo lugar, el nuevo Estado debía prestar atención preferentemente a sus relaciones internacionales. Era necesario perfeccionar la independencia con un tratado que reemplazara la Convención Preliminar de Paz y era primordial la fijación con precisión de los peligrosamente indefinidos límites con Brasil. En tercer lugar, el Estado ya nacía con deudas; era necesario crear impuestos para solventar las necesidades más inmediatas del estado naciente.
El caudillo era un buen negociador, dotes aprendidas de su padre, reconocido comerciante rioplatense y su mayor fuerza radicaba en la vinculación personal con la gente de campo, donde residía la mayor parte de la población, por lo que gobernó el interior recorriéndolo una y otra vez, compartiendo el poder formal del Estado con el grupo que sería conocido como "Los cinco hermanos", dirigido por Lucas Obes, al que también pertenecían Nicolás Herrera, Julián Álvarez, Juan Andrés Gelly y José Ellauri, con quienes también colaboró Santiago Vázquez. Estos intentaron establecer una organización estatal por medio de recursos formales (leyes y decretos), pero el país real escapaba a su voluntad porque carecía de fuerza política para imponerla. El resultado fue que era necesaria la presencia de Rivera en el interior del país.
La política llevada adelante por los ministros de Rivera fue liberal, librecambista y orientada a favorecer los intereses del puerto, el comercio instalado y a los estancieros, de forma de poder cobrar impuestos. Su gobierno reconstruyó el puerto de Montevideo, emitió la primera moneda del país, vendió tierras fiscales en gran cantidad, y fundó la Escuela Normal de Montevideo, donde funcionaron tres escuelas primarias. Su gobierno fue, en términos generales, difíciles por los frecuentes levantamientos de Lavalleja y los indios que no se acomodaban a las nuevas circunstancias. Sus ministros intentaron un buen manejo de los bienes públicos, y el propio presidente de la República aportó a los fondos públicos al comprar una gran estancia sobre el río Queguay, que en el siglo XX, se la llamó estancia Buen Retiro en el Departamento de Paysandú, que ocupaba desde los tiempos de la revolución. También autorizó la entrada de esclavos negros desde Brasil, que bajo el eufemismo de "colonos sometidos a patronato" consiguieron la libertad.

### Gabinete del primer mandato
El gabinete de gobierno fue el siguiente:
| Ministerio                       | Nombre                  | Período     |
| -------------------------------- | ----------------------- | ----------- |
| Gobierno y Relaciones Exteriores | José Longinos Ellauri   | 1830 - 1831 |
| Gobierno y Relaciones Exteriores | Joaquín Suárez          | 1831        |
| Gobierno y Relaciones Exteriores | Santiago Vázquez        | 1831 - 1832 |
| Gobierno y Relaciones Exteriores | Francisco Joaquín Muñoz | 1832        |
| Gobierno y Relaciones Exteriores | Santiago Vázquez        | 1832 - 1833 |
| Gobierno y Relaciones Exteriores | Francisco Llambí        | 1833        |
| Gobierno y Relaciones Exteriores | Lucas José Obes         | 1833 - 1834 |
| Hacienda                         | Gabriel Antonio Pereira | 1830 - 1831 |
| Hacienda                         | Román de Acha           | 1831        |
| Hacienda                         | Santiago Vázquez        | 1831 - 1833 |
| Hacienda                         | Lucas José Obes         | 1833 - 1834 |
| Guerra y Marina                  | Ignacio Abdón Oribe     | 1830 - 1833 |
| Guerra y Marina                  | Manuel Oribe            | 1833 - 1834 |

### Rebeliones internas: Lavalleja y los indígenas
El exgobernador Juan Antonio Lavalleja, desplazado, aprovechó algunos disturbios en el interior – ocasionados por la indefinición en los títulos rurales – para intentar varias revoluciones: en junio de 1832, atacó Durazno. Poco después, el coronel Eugenio Garzón fracasó con un intento de golpe de Estado, y ambos tuvieron que huir. En febrero de 1833, entró por Cerro Largo el argentino Manuel Olazábal, pero al carecer de apoyo debió retirarse. En marzo de 1834, Lavalleja desembarcó cerca de Colonia y cruzó el país reuniendo gente, pero terminó expulsado por el otro extremo del país, en Cuareim.
Rivera, como presidente de la República y gobernando desde Durazno, se encargó personalmente de reprimir cada una de estas revueltas.
También se lo acusa de responsable –aunque principalmente a través de su sobrino Bernabé Rivera– del ataque a algunos charrúas y otros indios, que no se adaptaron a las nuevas condiciones de vida del nuevo país. El episodio más destacado tuvo lugar en la llamada Matanza de Salsipuedes: ante los reiterados ataques a estancias de parte de indígenas, a los que se unieron algunos otros indios que venían de Bella Unión, Rivera invitó a varios caciques a un parlamento. Se trataba de un ardid en que fueron muertos unos 40 indígenas, y quienes escaparon fueron posteriormente perseguidos.
De ese enfrentamiento huyeron muy pocos individuos y se los tuvo por exterminados a partir del envío a París, a efectos de ser "estudiados" a cuatro de ellos, aunque esa propuesta científica finalmente no fue tal y sin el conocimiento del gobierno nacional, fueron exhibidos como parte de un show circense conocido como "los últimos charrúas", pequeño grupo formado por una mujer y tres hombres. Otros indígenas rebeldes lograron escapar hacia Brasil.
El encargado del gobierno nacional, Bernabé Rivera, siguió persiguiendo a otros grupos indígenas, causantes de la inseguridad rural, combatiendo otras sublevaciones en Bella Unión. En una de ellas, fue emboscado y muerto por los indígenas. Los sublevados de Bella Unión terminaron por ser diseminados en distintos puntos del interior uruguayo, mientras algunos grupos de charrúas y otros indígenas pasaron a la Argentina.
En 1835, Rivera, que había intentado evitar los alzamientos lavallejistas, apoyó a Manuel Oribe, su ministro de Guerra, como candidato a presidente, con lo cual dividió a los partidarios de Lavalleja.
Al asumir el mando el general Oribe, Rivera asumió el cargo de comandante general de Campaña; en el interior, este cargo estaba prácticamente fuera de la autoridad del presidente.

### Gobierno de Oribe

Bandera usada por los colorados de Fructuoso Rivera durante la Guerra Grande. Como los unitarios porteños, utilizaba el celeste desleído, en oposición al azul de los federales.

Oribe se encontró con un tesoro nacional exhausto, ante tantos alzamientos, un notable problema administrativo y el interior del país en manos de su oponente, de modo que el presidente cesó a Rivera en el cargo.
Quizás la principal causa del cese de Rivera fue la revolución de los farrapos (1835-1845), en el sur del Brasil, con el resultado de que los derrotados de ambos bandos huían hacia el Uruguay. Inicialmente Rivera prestaba apoyo al general riograndense Bento Manuel Ribeiro, su antiguo compañero en la otrora Provincia Cisplatina, por lo que Oribe se vio obligado a quitarle su poder militar para no atraerse represalias de parte del Imperio brasileño.
Así, Oribe suprimió la comandancia de campaña. Falto de tacto, indultó a los partidarios de Lavalleja que Rivera había castigado, y después de algún tiempo repuso la comandancia de campaña, pero nombrando para el cargo a su hermano Ignacio Oribe.
Interpretando todos estos hechos como ataques en su contra, en julio de 1836 Rivera inició una revolución contra el presidente Oribe. Apenas dos meses más tarde, el presidente Oribe lo derrotó en la Batalla de Carpintería, obligándolo a huir hacia Porto Alegre. Fue en esa batalla que se utilizaron por primera vez las divisas blancas para Oribe y rojas para Rivera, dando lugar a la fundación del Partido Blanco (renombrado como Partido Nacional en 1872) y el Partido Colorado, de los cuales estos dos personajes son considerados fundadores. Estos son los llamados Partidos Tradicionales en Uruguay, y siguen existiendo hasta la fecha.
Desde allí regresó con gran apoyo brasileño, y llevando como oficiales a muchos militares argentinos pertenecientes al Partido Unitario, entre ellos el general Juan Lavalle. Por su parte, Oribe negó el permiso a la escuadra francesa durante el conflicto entre ese país y el gobernador porteño Juan Manuel de Rosas. De todos modos, la flota francesa bloqueó el Río de la Plata, incluyendo al puerto de Montevideo.
En esas circunstancias, Rivera obtuvo el triunfo en la Batalla de Palmar sobre Ignacio Oribe, gracias a la conducción en combate del porteño Juan Galo Lavalle, que era uno de los aliados y apoyos que tenía Rivera. Las fuerzas de Rivera controlaron todo el interior del país y sitiaron Montevideo. Con la capital sitiada y el puerto bloqueado –e incluso bajo amenaza francesa de bombardear la ciudad– Oribe presentó la renuncia a la presidencia, aunque se reservó el derecho de reclamar contra la imposición violenta de la misma. A continuación se retiró a Buenos Aires, donde el gobernador lo recibió como el presidente constitucional del Uruguay. En esa época, Rosas le puso el mote de "pardejón", que no era un gesto racista, sino que se refería a un tipo de mulo salvaje y difícil de amansar.

## Segunda presidencia constitucional de Uruguay
Por su parte, Rivera reunió a la Asamblea Nacional y se lo eligió presidente. Su gobierno volvió a las características del primero: compartió el poder con los técnicos, de su primer gobierno, y recorrió el interior del país.
Los federales argentinos –que ya en la época de las revoluciones de Lavalleja habían prestado ayuda a éste– se negaron a reconocer el gobierno de Rivera. En un primer momento, no intentaron atacarlo, pero el gobernador correntino Genaro Berón de Astrada firmó una alianza con Rivera, aunque éste no le envió ayuda alguna. El gobernador enterriano Pascual Echagüe derrotó a Berón de Astrada con ayuda de emigrados "blancos" uruguayos, y a continuación invadió Uruguay.
Rivera no salió a su encuentro, sino que se hizo perseguir, arrastrando a sus enemigos cada vez más lejos de sus bases de operaciones y más cerca de Montevideo. Por ello, a pesar de su inferioridad numérica, derrotó a Echagüe en la Batalla de Cagancha, el 29 de diciembre de 1839.
Durante todo su gobierno, Rivera se vio implicado en la guerra civil argentina, cuyo correlato fue la llamada Guerra Grande (1839-1851) en el Uruguay. Tras su alianza con Berón de Astrada, apoyó la rebelión contra Rosas del sucesor de éste, Pedro Ferré, y los sucesivos comandantes de los ejércitos correntinos, Lavalle y José María Paz.
Sin demasiada participación de Rivera, y faltándole también el apoyo francés, Lavalle llevó la guerra al norte argentino y fue derrotado por Oribe, puesto por Rosas al mando del ejército federal argentino. Por su parte, Paz derrotó a Echagüe e invadió Entre Ríos, pero debió retirarse hacia el este, buscando la protección de Rivera. Éste firmó con Paz y Ferré un tratado de alianza y unió los ejércitos argentinos contrarios a Rosas y el ejército colorado uruguayo. El general Oribe marchó hacia el este, alcanzando al ejército al mando de Rivera en Arroyo Grande, en Entre Ríos. El 6 de diciembre de 1842, en la que hasta entonces fue la batalla más importante por el número de combatientes – y también por el número de muertos, que incluyeron las represalias que siguieron a la batalla – de la historia de América del Sur, Rivera fue derrotado completamente.
El 28 de noviembre de 1841 Rivera acepta la convocatoria que el general unitario José María Paz (el “Manco Paz”) le haría junto con Pedro Ferré, gobernador de Corrientes y Juan Pablo López, de Santa Fe (federal enemistado de organizar una reunión en el río Paraná con). Representantes de estos cuatro caudillos se reunieron en febrero de 1842 y convinieron continuar la guerra contra la Confederación, pero con el objetivo preciso de formar un nuevo Estado compuesto por los citados territorios, a los cuales se agregaría Río Grande del Sur, constituido entonces en la República Riograndense, cuyo principal jefe, Bentos Gonçalves, había acordado secretamente con Rivera su participación en el proyecto. Pero la coalición, y su proyecto de construir lo que se ha dado en llamar el “Uruguay mayor”, no funcionó adecuadamente; nadie reconocía a Paz como gobernador de Entre Ríos, y el 25 de octubre de 1842, en una reunión realizada en Paysandú directamente por los jefes de la alianza (Paz, Rivera, Ferré, López y Bentos) se acordó dar el mando supremo a las tropas de Rivera, lo que disgustó mucho a Paz y provocó su retiro. 
El 6 de diciembre de 1842 se trabó la batalla; ambos ejércitos contaban aproximadamente con 8000 soldados. Las tropas de Oribe estaban compuestas por orientales al mando de su hermano Ignacio Oribe, entrerrianos comandados por Urquiza y soldados del Ejército de la Confederación Argentina. Las de Rivera, por orientales que comandaba el propio caudillo, correntinos, santafecinos y entrerrianos, comandados por Pedro Ferré y "Mascarilla" López. La victoria de Oribe fue aplastante y Rivera huyó del campo de batalla abandonando su caquetá, su espada y sus pistolas.
La batalla de Arroyo Grande significó la apertura de una nueva etapa de la Guerra Grande. Fructuoso Rivera regresó a marchas forzadas a Montevideo y Oribe lo siguió. El 16 de febrero de 1843 la vanguardia de sus tropas acampaban en el Cerrito y sitiaban Montevideo.
Debe destacarse que, pese a que ambos bandos eran por lo general muy sangrientos con los derrotados, Rivera –a diferencia de Oribe– no permitía represalias masivas sobre los prisioneros.
Rivera huyó hacia Montevideo, perseguido de lejos por Oribe; la Guerra Grande se trasladó al Uruguay.

### Gabinete del segundo mandato
Su gabinete de gobierno fue el siguiente:
| Ministerio                       | Nombre                           | Período     |
| -------------------------------- | -------------------------------- | ----------- |
| Gobierno y Relaciones Exteriores | Santiago Vázquez                 | 1838 - 1839 |
| Gobierno y Relaciones Exteriores | José Longinos Ellauri            | 1839        |
| Gobierno y Relaciones Exteriores | Francisco Antonino Vidal Gosende | 1839 - 1843 |
| Gobierno y Relaciones Exteriores | Santiago Vázquez                 | 1843        |
| Hacienda                         | Santiago Vázquez                 | 1838 - 1839 |
| Hacienda                         | Francisco Joaquín Muñoz          | 1839        |
| Hacienda                         | Alejandro Chucarro               | 1839 - 1841 |
| Hacienda                         | José de Béjar                    | 1841 - 1843 |
| Guerra y Marina                  | Enrique Santiago del Carmen      | 1838 - 1839 |
| Guerra y Marina                  | José Rondeau                     | 1839 - 1840 |
| Guerra y Marina                  | Félix Eduardo Aguiar             | 1840        |
| Guerra y Marina                  | Enrique Santiago del Carmen      | 1840 - 1842 |
| Guerra y Marina                  | Francisco Antonino Vidal Gosende | 1842 - 1843 |
| Guerra y Marina                  | Félix Eduardo Aguiar             | 1843        |
| Guerra y Marina                  | Melchor Pacheco y Obes           | 1843        |

## Sitio de Montevideo

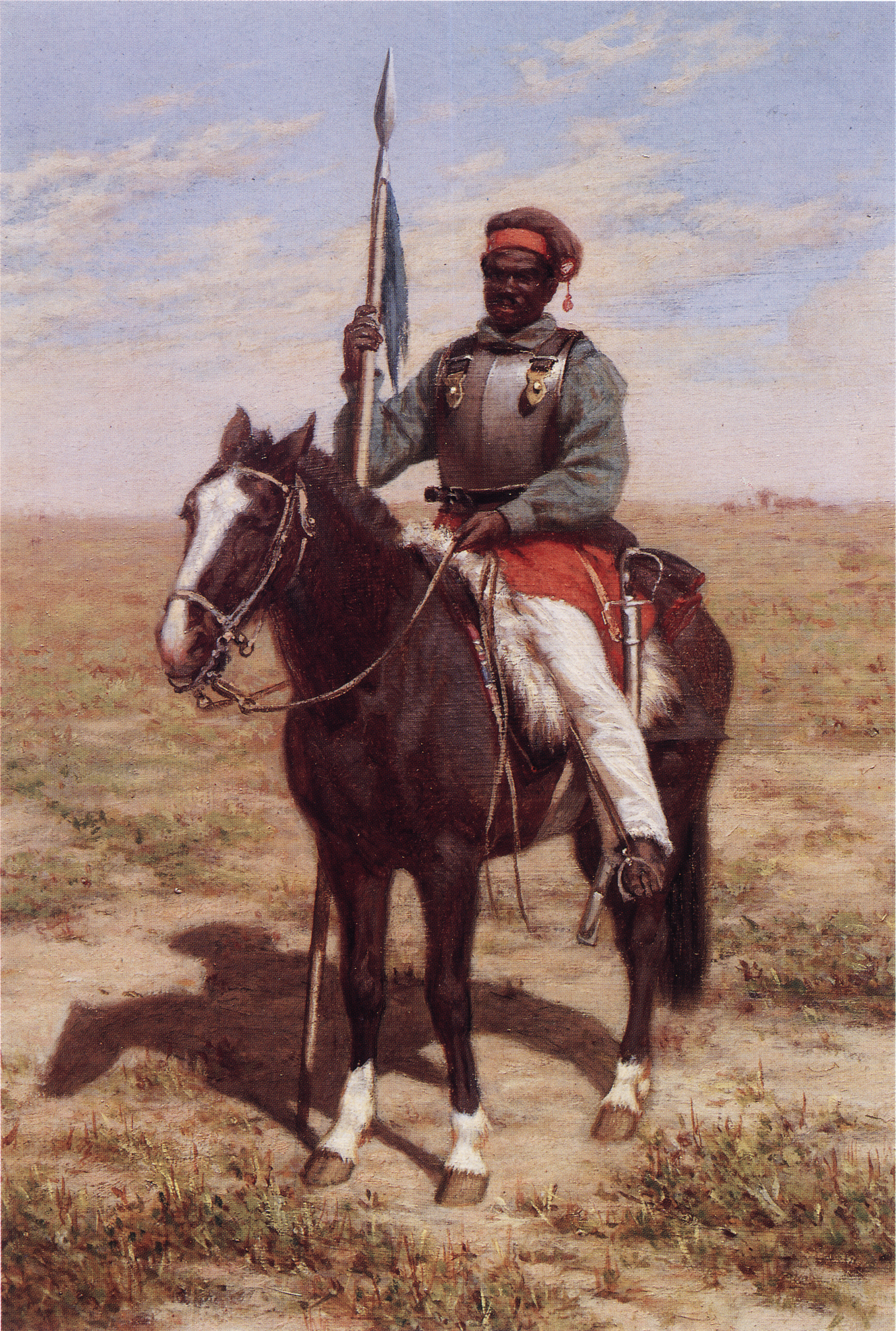
Lancero de la época de Rivera, óleo de Juan Manuel Blanes

Oribe inició el Sitio de Montevideo el 16 de febrero de 1843. Mientras el general Paz organizaba las tropas sitiadas, con las que impidió a largo plazo que la ciudad cayera en poder de los blancos y federales, Rivera se dirigió con algunas fuerzas al interior del país, intentando disminuir las fuerzas sitiadoras, aunque sin posibilidades reales de enfrentar a los jefes federales que recorrían el país. Entre estos se destacó Justo José de Urquiza, gobernador de Entre Ríos.
El 1 de marzo de 1843, el Congreso declaró terminado el período de gobierno de Rivera, reemplazándolo por Joaquín Suárez al frente del llamado Gobierno de la Defensa. Por su parte, Oribe organizó el Gobierno del Cerrito en las afueras de la capital.
Rivera siguió comandando un ejército en el interior, esquivando a Urquiza y retirándose al Brasil cada vez que lo necesitó. En la ciudad, la defensa quedó principalmente a cargo de la Legión Francesa (Jean C. Thiebaut), la Legión Italiana (Garibaldi), la Legión Vasca, la Legión Argentina unitaria y tres batallones de negros o morenos y pardos libertos.
Finalmente, el 27 de marzo de 1845, Urquiza alcanzó y derrotó por completo a Rivera en la Batalla de India Muerta, obligándolo a exiliarse en Brasil. Fue arrestado y enviado preso a Río de Janeiro, donde recuperó la libertad meses después. El gobierno de la Defensa lo nombró embajador en Paraguay, y se embarcó hacia allí y llegó a Montevideo para recoger sus credenciales el 18 de marzo de 1847. En los días siguientes, varios batallones comenzaron a conspirar para llevar a Rivera nuevamente al gobierno, de modo que el gobierno le ofreció un cargo diplomático en Europa, que fue orgullosamente rechazado. En respuesta, fue arrestado y la comisión presidida por Santiago Vázquez decretó su destierro.
El 1 de abril se sublevaron el batallón de vascos, los negros libertos que formaban parte de la infantería y otras fuerzas comandadas por César Díaz y Venancio Flores, pidiendo la liberación de Rivera. Melchor Pacheco y Obes dimitió de su cargo de comandante general de armas y se embarcó hacia Europa.
Rivera descendió del barco aclamado por la multitud y fue nombrado general en jefe de Ejército de Operaciones. La Asamblea de Notables fue reorganizada, incorporándose varios personajes leales a Rivera; Gabriel Antonio Pereira ocupó el Ministerio de Gobierno y Hacienda y Miguel Barreiro el de Relaciones Exteriores.
Durante su breve período de preeminencia, Rivera envió una expedición a reconquistar Paysandú y Mercedes. Simultáneamente intentó llegar a un acuerdo pacífico con Oribe, pero el presidente Suárez lo desautorizó. Como resultado dimitieron Barreiro y Pereira, y Flores se marchó hacia Brasil.
Rivera logró iniciar una campaña por el interior del país, pero sus fuerzas fueron destruidas el 17 de enero de 1847 en la Batalla del Cerro de las Ánimas, en Tacuarembó, por Ignacio Oribe y Servando Gómez.
Cuando Rivera intentó llegar a un nuevo acuerdo con ocho condiciones –fin de la guerra, devolución de propiedades confiscadas, elecciones, etc.– el gobierno decretó finalmente su destierro de la República "Por todo el tiempo que dure la presente guerra". El 4 de diciembre de 1847 fue arrestado por los coroneles Lorenzo Batlle y Francisco Tajes en Maldonado y deportado a Brasil en un buque francés.

### Triunvirato uruguayo durante el exilio en Brasil
Permaneció en Río de Janeiro con prohibición absoluta de abandonar la ciudad hasta la entrada de Justo José de Urquiza al Uruguay, donde levantó el sitio de Montevideo por un acuerdo con Oribe, que se retiró de la política.
El presidente Juan Francisco Giró le prohibió el regreso, pero el 25 de septiembre de 1853 fue derrocado por un golpe militar dirigido por Venancio Flores. Éste nombró un Triunvirato de Gobierno, formado por él mismo y los generales Lavalleja y Rivera, ambos exiliados.

### Fallecimiento en Uruguay
El Triunvirato de Gobierno finalmente no pudo concretarse del todo: el general Lavalleja falleció el 23 de octubre de 1853, y al llegar a Melo, en el rancho de su amigo Bartolo Silva, el general Fructuoso Rivera falleció a su vez el 13 de enero de 1854.

## Legado
Aunque la Guerra Grande terminó en 1851, el legado de enfrentamiento militar entre Manuel Oribe y Fructuoso Rivera perduraría en Uruguay hasta 1904, año en que ocurrió la Revolución de 1904, comandada por Aparicio Saravia, considerado el último gran enfrentamiento armado entre blancos y colorados.
El primer presidente de la República y caudillo de gran popularidad en su época, Fructuoso Rivera, ha sido y sigue siendo un icono del Partido Colorado. Dentro del partido, diversos movimientos políticos se han visto reflejados en él, como el riverismo, fundado por Pedro Manini Ríos. Es defendido por figuras políticas como Julio María Sanguinetti y Manuel Flores Silva y respetado por numerosos políticos del Partido Nacional. Algunos historiadores condenan sus acciones, especialmente en lo que se conoce como etnocidio charrúa, ocurrido durante su mandato, argumento rebatido por otros al entender que defendía los intereses del Estado y el bienestar general de sus ciudadanos, al combatir a unos pocos indígenas inadaptados al nuevo Estado, que buscaba consolidarse. Cabe destacar que, siendo un hombre de fortuna, murió en la pobreza más absoluta. No sólo se lo recuerda por haber sido el primer presidente de la República, sino también por ser el impulsor de la creación del Estado Oriental del Uruguay, al provocar con la invasión a las Misiones Orientales, la firma del tratado en la Convención Preliminar de Paz de 1828.
Caudillo pragmático, imprevisible y negociador, Tomás de Mattos dijo de él: "Hombre de muchos pliegues". Fructuoso Rivera, criollo, oriental, revolucionario y primer presidente constitucional de Uruguay, sigue siendo una figura controvertida, que lo deja como una leyenda de diferentes lecturas, dentro de la Historia Nacional uruguaya.
| Predecesor: Luis Eduardo Pérez (Presidente del Senado) | Presidente de Uruguay (1.er Presidente constitucional) 1830-1834 | Sucesor: Carlos Anaya    |
| Predecesor: Gabriel A. Pereira                         | Presidente de Uruguay (3.er Presidente constitucional) 1839-1843 | Sucesor: Joaquín Suárez  |
| Predecesor: Juan Francisco Giró                        | Presidente de Uruguay (Triunvirato de 1853) 1853-1854            | Sucesor: Venancio Flores |